# Lisandro Martínez
Lisandro Martínez (Gualeguay, 1998. január 18. –) világbajnok és kétszeres Copa América-győztes argentin válogatott labdarúgó, az angol Premier League-ben szereplő Manchester United játékosa. Posztját tekintve hátvéd, de megfordult már középpályás pozícióban is.
Pályafutását az argentin Newell’s Old Boys csapatában kezdte, mielőtt leszerződtette a Defensa y Justicia 2017-ben, eredetileg kölcsönben. 2019-ben az Ajax leigazolta a védőt, ahol három év alatt 120-szor lépett pályára és kétszer is holland bajnok, egyszer pedig kupagyőztes lett. A 2021–2022-es szezonban a holland csapat szezonjának legjobb játékosának választották. 2022-ben leszerződtette az angol Manchester United.
Martínez játszott az argentin utánpótlás válogatottakban U20-as és U23-as szinteken, mielőtt 2019 márciusában a felnőtt csapatban is megkapta volna a lehetőséget. Tagja volt a 2021-ben és 2024-ben Copa América-győztes, 2022-ben világbajnok és a 2022-ben Finalissima-győztes csapatoknak.

## Pályafutása

### Klubcsapatokban

#### Kezdeti évek

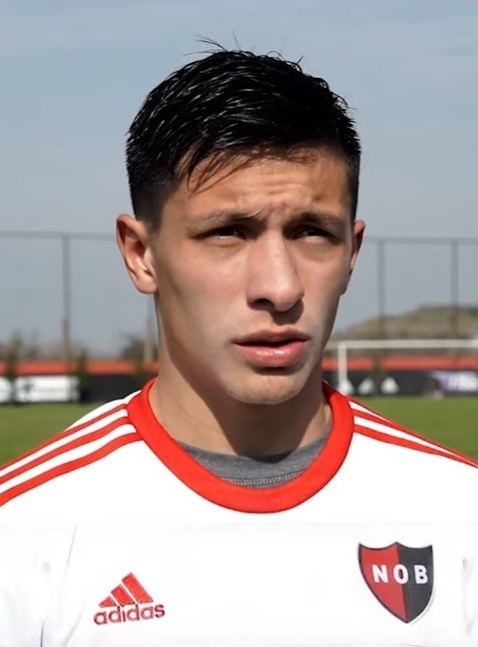
2016-ban, még a Newell’s Old Boys játékosaként

Martínez akadémiai szinten megfordult az argentin Club Urquiza, Club Libertad és a Newell’s Old Boys csapatában is. Az első pályára lépése a  Newell's színeiben a klub 2016-17-es szezonjának utolsó mérkőzésén történt, ahol vereséget szenvedtek a Godoy Cruz csapata ellen. Martínez mind a 90 percet végigjátszotta.
2017. augusztusában  Martínez egy évre kölcsönbe került az Argentin Primera Divisiónban szereplő Defensa y Justicia csapatához. Az első pályára lépésére a Defensa színeiben október 13-án került sor, egy San Lorenzo elleni vereség alkalmával. Két mérkőzéssel később, megszerezte az első gólját egy idegenbeli győzelem során a Temperley ellen. A Defensa 2018. júniusában végleg megvette az argentin védőt.

#### Ajax
2019 május 17-én a Defensa y Justicia hivatalosan bejelentette, hogy megállapodott az Eredivisieben szereplő Ajax csapatával Martínez átigazolásával kapcsolatban. az Ajax május 20-án jelentette be a játékos érkezését. Az argentin védő egy négy éves szerződést írt alá a holland klubbal, egy plusz egy éves hosszabbítási opcióval. Hivatalosan csak júliusban csatlakozott, a júniusi barátságos meccsekre a holland Quick '20 és a dán AaB Fodbold csapata ellen. Kezdőként lépett pályára a 2019-es Johan Cruyff Shielden a PSV Eindhoven ellen, ahol az Ajax egy két gólos győzelem után elhódította a kupát. Ezzel megszerezve az Argentín védő első profi serlegét. Már a második bajnoki mérkőzésén megszavazták a meccs emberének, egy FC Emmen elleni győzelem alkalmával.
Martínez szeptember 28-án lőtte az első gólját az Ajax színeiben az FC Groningen ellen a Johan Cruijff Arenaban. Ismeét betalált az Utrecht ellen novemberben, majd a bajnokság vége szakadt a  Covid19-pandémia miatt. 2020–2021-es szezon első mérkőzésén, Martínez megszerezte harmadik gólját, egy hazai győzelem során az RKC Waalwijk ellen szeptember 20-án.

#### Manchester United

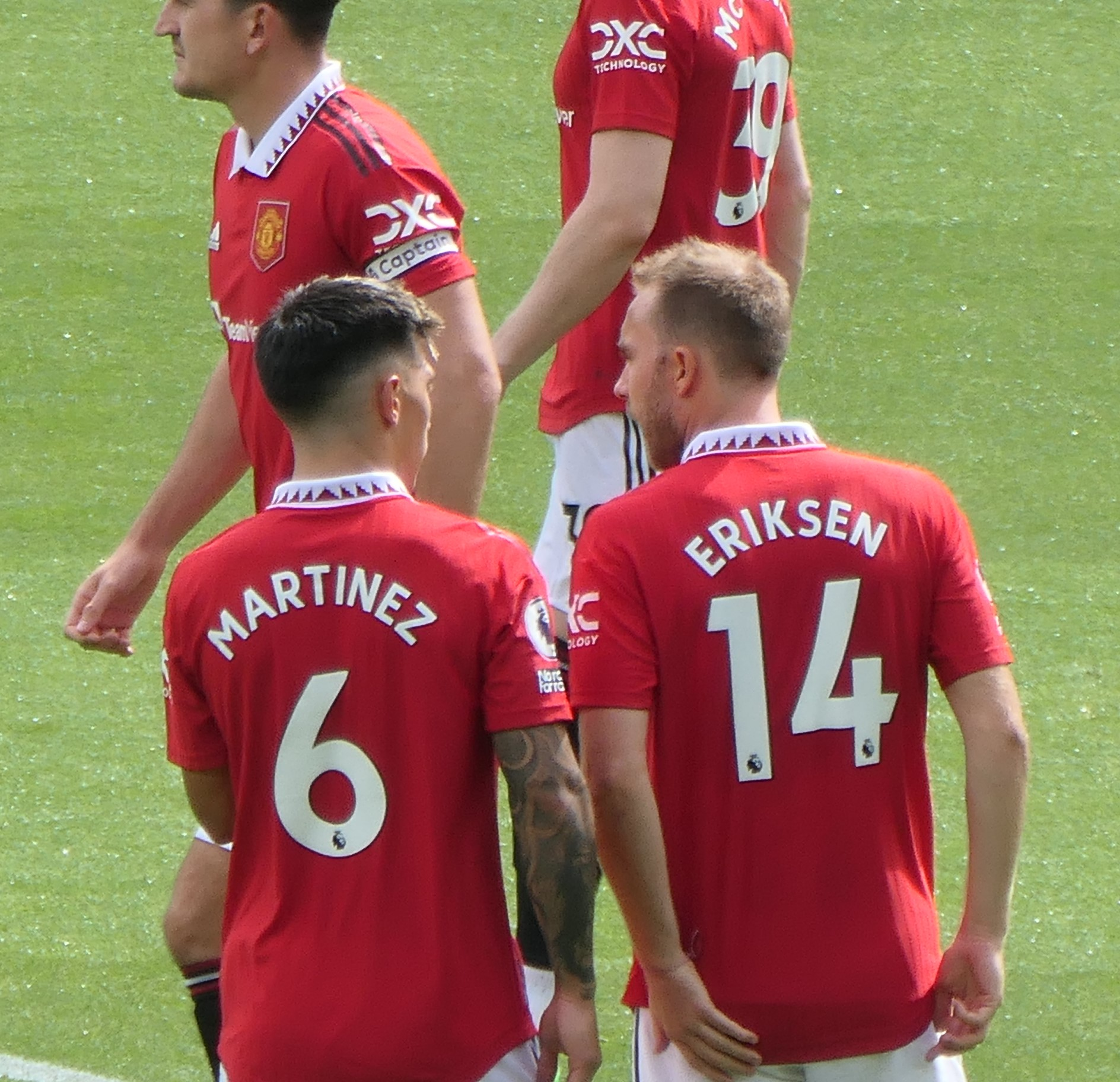
Martínez első United-mérkőzésén, Christian Eriksennel

##### 2022–2024: első évek Angliában
2022. július 17-én Martínez egy 5 évre szóló szerződést írt alá a Premier League-ben szereplő Manchester United-del. A legutóbb Paul Pogba (és korábban olyan játékosok, mint Laurent Blanc, Jaap Stam, Gary Pallister és Nobby Stiles) által viselt 6-os mezt kapta meg. A bajnokságban augusztus 7-én kezdőként debütált egy Brighton ellen 2–1-re elveszített mérkőzésen. A Liverpool és a Southampton elleni bajnoki győzelmeken sorozatban kétszer a mérkőzés legjobbjának választották, és a Manchester United hónap játékosa lett augusztusban. 2022. január 22-én szerezte meg első United-gólját, az Arsenal elleni 3–2-es vereség során, egy fejessel. 2023. február 26-án nyerte meg első trófeáját az angol csapat színeiben, legyőzve a Newcastle United csapatát a ligakupa döntőjében.
2023. április 13-án súlyos sérülést szenvedett, amivel véget ért a szezonja. A következő szezon kezdetén kiderült, hogy a sérülést követő műtétjét elrontották, így újra át kellett esnie a procedúrán, ami ismét több hónap kihagyáshoz vezetett. A szezon első felében mindössze hat alkalommal tudott pályára lépni. Ugyan továbbra is sérülésekkel szenvedett, pályára lépett az FA-Kupa döntőjében, amit a United 2–1-re megnyert a Manchester City ellen.

##### 2025–napjainkig
Első gólját a 2024–2025-ös szezonban január 5-én szerezte, a Liverpool elleni 2–2-es bajnoki első találatát lőve. A gólt később a hónap legjobbjának választották a United rajongói. Január 26-án a Fulham ellen is betalált, a United 1–0-ra nyert. Február 2-án súlyos térdsérülést szenvedett a Crystal Palace elleni bajnoki során, amelynek következtében 8 hónapra kiesett.

### A válogatottban
Martínezt négy meccsre behívták az argentin U20-as válogatottba, a 2017-es U20-as világbajnokság selejtezőjére. Az első mérkőzés az első szakaszban a venezuelai válogatott ellen, míg a másik három az utolsó szakaszban történt, amikor Argentína a 4. helyen végzett, ezzel kvalifikálta magát a 2017-es U20-as labdarúgó-világbajnokságra. Meghívót kapott a világbajnokságra is, de egy alkalommal sem lépett pályára a torna folyamán. Martínez egy alkalommal pályára lépett az U23-as válogatottban is, amely egy 5-0-ás győzelemmel záródott Barátságos mérkőzés volt Bolívia ellen 2019. szeptemberében.
2019. márciusában Martínez megkapta első behívóját a felnőtt csapatba. Ahol első mérkőzésén, Madridban kikapott a venezuelai válogatottól március 22-én. Martínez pályára lépett a 2021-es Copa Américán, amelyet Argentína meg is nyert. A padról nézte végig ahogyan Argentína 3–0-ra megverte az olasz válogatottat a 2022-es Finalissimán, megnyerve a trófeát. Helyet kapott a 2022-es világbajnokságra utazó csapatban is, az első csoportmérkőzésen csereként, a másodikon pedig kezdőként játszott. December 3-án a cserepadról állt be Ausztrália ellen, kulcsfontosságú blokkot bemutatva Aziz Behich ellen a mérkőzés végén. Kezdőként játszott a Hollandia elleni negyeddöntőben és csereként állt be az elődöntőben, Horvátország ellen. A döntőben ugyan nem szerepelt, de Argentína legyőzte Franciaországot, megnyerve a trófeát.

## Játékstílusa
Martínez agresszív játékstílusa miatt A Mészáros becenevet kapta. Martínez alapvetően középső védő, bár képes balhátvédként is játszani, valamint középpályásként is bevethető, ugyanis korábban a Defensa y Justicia és az Ajax csapatában is megfordult ezen a poszton. Kiemelkedő passzolási képessége és higgadtsága következtében kulcsfontosságú csapatai játékában a támadások felépítése közben. A 2021–2022-es szezonban többet passzolt kilencven percenként, mint bármely más játékos a holland bajnokságban. Az Ajax játékos-megfigyelői azt mondták róla leszerződtetése előtt, hogy egy bal lábas, könyörtelen védő és mindig a győzelemre törekszik. A Manchester United játékosaként hasonlították a csapat legendás középhátvédjéhez, Nemanja Vidićhez, a szerb védő maga is méltatta Martínezt.

## Statisztika

### Klubcsapatokban
2025. január 5-i adatok alapján.
| Klub                         | Szezon         | Liga                      | Liga | Liga | Nemzeti kupa | Nemzeti kupa | Ligakupa | Ligakupa | Kontinentális kupa | Kontinentális kupa | Más | Más | Összes | Összes |
| Klub                         | Szezon         | Bajnokság                 | P.   | Gól  | P.           | Gól          | P.       | Gól      | P.                 | Gól                | P.  | Gól | P.     | Gól    |
| ---------------------------- | -------------- | ------------------------- | ---- | ---- | ------------ | ------------ | -------- | -------- | ------------------ | ------------------ | --- | --- | ------ | ------ |
| Newell’s Old Boys            | 2016–17        | Argentin Primera División | 1    | 0    | 0            | 0            | —        | —        | —                  | —                  | —   | —   | 1      | 0      |
| Newell’s Old Boys            | 2017–18        | Argentin Primera División | 0    | 0    | 0            | 0            | —        | —        | 0                  | 0                  | —   | —   | 0      | 0      |
| Newell’s Old Boys            | Összes         | Összes                    | 1    | 0    | 0            | 0            | —        | —        | 0                  | 0                  | —   | —   | 1      | 0      |
| Defensa y Justicia (Kölcsön) | 2017–18        | Argentin Primera División | 21   | 1    | 1            | 0            | —        | —        | 2                  | 0                  | —   | —   | 24     | 1      |
| Defensa y Justicia           | 2018–19        | Argentin Primera División | 25   | 2    | 0            | 0            | 2        | 0        | 7                  | 0                  | —   | —   | 34     | 2      |
| Defensa y Justicia           | Összes         | Összes                    | 46   | 3    | 1            | 0            | 2        | 0        | 9                  | 0                  | —   | —   | 58     | 3      |
| Ajax                         | 2019–20        | Eredivisie                | 24   | 2    | 4            | 0            | —        | —        | 12                 | 0                  | 1   | 0   | 41     | 2      |
| Ajax                         | 2020–21        | Eredivisie                | 26   | 3    | 5            | 0            | —        | —        | 11                 | 0                  | 0   | 0   | 42     | 3      |
| Ajax                         | 2021–22        | Eredivisie                | 24   | 1    | 4            | 0            | —        | —        | 8                  | 0                  | 1   | 0   | 37     | 1      |
| Ajax                         | Összes         | Összes                    | 74   | 6    | 13           | 0            | —        | —        | 31                 | 0                  | 2   | 0   | 120    | 6      |
| Manchester United            | 2022–23        | Premier League            | 27   | 1    | 3            | 0            | 5        | 0        | 10                 | 0                  | —   | —   | 45     | 1      |
| Manchester United            | 2023–24        | Premier League            | 11   | 0    | 2            | 0            | 0        | 0        | 1                  | 0                  | —   | —   | 14     | 0      |
| Manchester United            | 2024–25        | Premier League            | 17   | 1    | 0            | 0            | 2        | 0        | 6                  | 0                  | 1   | 0   | 26     | 1      |
| Manchester United            | Összes         | Összes                    | 55   | 2    | 5            | 0            | 7        | 0        | 17                 | 0                  | 1   | 0   | 85     | 2      |
| Karrier összes               | Karrier összes | Karrier összes            | 176  | 11   | 19           | 0            | 9        | 0        | 57                 | 0                  | 3   | 0   | 264    | 11     |

1. 1 2  Pályára lépés a Copa Sudamericanan
2. ↑  Tíz pályára lépés a Bajnokok Ligájában, Két pályára lépés az Európa Ligában
3. 1 2  Pályára lépés a Johan Cruyff Shielden
4. ↑  Öt pályára lépés a Bajnokok Ligájában, Hat pályára lépés az Európa Ligában
5. 1 2  Pályára lépés a Bajnokok Ligájában
6. 1 2  Pályára lépés(ek) az Európa Ligában
7. ↑  Pályára lépés az angol szuperkupában

### A válogatottban
2024. október 15-i adatok alapján.
| Válogatott | Év     | Pályára lépés | Gól |
| ---------- | ------ | ------------- | --- |
| Argentína  | 2019   | 1             | 0   |
| Argentína  | 2021   | 3             | 0   |
| Argentína  | 2022   | 11            | 0   |
| Argentína  | 2023   | 1             | 0   |
| Argentína  | 2024   | 10            | 1   |
| Összes     | Összes | 26            | 1   |

Gólok
| # | Dátum           | Helyszín                               | Vál. | Ellenfél | Eredmény | Végeredmény  | Kiírás               |
| - | --------------- | -------------------------------------- | ---- | -------- | -------- | ------------ | -------------------- |
| 1 | 2024. július 4. | NRG Stadion, Houston, Egyesült Államok | 21   | Ecuador  | 1–0      | 1–1 (t. 4–2) | 2024-es Copa América |

## Sikerei, díjai
Ajax
- Eredivisie: 2020–2021, 2021–2022
- KNVB Cup: 2020–2021[47]
- Johan Cruyff Shield: 2019

Manchester United
- Angol ligakupa: 2022–2023
- Angol kupagyőztes: 2023–2024

Argentína
- Copa América: 2021,[33] 2024
- Finalissima: 2022[34]
- Labdarúgó-világbajnokság: 2022

Egyéni elismerés
- Ajax Az év játékosa (Rinus Michels díj): 2021–2022[48]
- Manchester United – A hónap játékosa: 2022. augusztus[19]
- Manchester United – A hónap gólja: 2025. január[25]

## Fordítás
Ez a szócikk részben vagy egészben  a   Lisandro Martínez című angol Wikipédia-szócikk fordításán alapul.  Az eredeti cikk szerkesztőit annak laptörténete sorolja fel. Ez a jelzés csupán a megfogalmazás eredetét és a szerzői jogokat jelzi, nem szolgál a cikkben szereplő információk forrásmegjelöléseként.